# Moskvici 2140
Moskvici 2140 este o mașină de familie mare comercializată de producătorul sovietic de automobile AZLK din ianuarie 1976 până în 1988. În România a fost cunoscut sub numele de Moskvici 1500.

## Istoric
A fost importat în România începând cu anul 1976, anul în care a apărut și până la mijlocul anilor 80, cam 1986, asta datorită condițiilor economice grele din România. A fost comercializat și după 1986, dar în număr mai mic. Ca și preț, în anii 80 era ceva mai ieftin decât Lada sau Dacia 1310.
În România a fost apreciat pentru durabilitate, costuri mici de exploatare, relativ spațios, capacitate bună de a tracta remorci, performanțe bune datorită unui motor modern și puternic, însă a fost criticat pentru confortul limitat al suspensiei, ținută de drum nesigură în special pe piatră cubică umedă, pe perioada iernii mașina era greu de utilizat datorită tracțiunii pe axa spate, precum și consumul ridicat.

## Modele
A existat în mai multe variante, dar care nu au fost comercializate în România decât eventual în număr limitat. Alte derivate au fost:
- Moskvici 2138 (sau 1360), acesta păstrând motorul de Moskvici 408. Această variantă a fost aproape inexistentă în România.
- Moskvici 1500 SL, variantă de lux, cu echipamente suplimentare, bare din plastic și vopsea metalizată.[2] De asemenea pe aceste modele se mai puteau monta radio stereo, tetiere la locurile spate, geamuri electrice în față, dezaburire luneta, sistem de ventilare mai performant și alte echipamente exclusiviste la acele vremuri (funcție de piață). Acesta nu a fost comercializat în România.
- Moskvici 2137, model break, au fost comercializate în număr limitat. De regulă nu erau pentru uz personal deși o mică parte a fost livrată către populație. A avut ca și concurență Lada Break și Dacia Break, modele mai economice. Modelul 2136 corespunde lui 2138. Acesta nu a fost comercializat în România.
- Moskvici 2734 este un break cu 3 uși și spațiu de marfă derivat din modelul 2137, bazat la rândul lui pe 2140. Acesta nu s-a comercializat în România.
- Moskvici 1500 (2140) era echipat cu un motor modern cu ax cu came în chiulasă și distribuție cu lanț. Atât blocul motor cât și chiulasa sunt din aluminiu. Alimentarea se făcea cu un carburator dublu corp. Dezvolta o putere de 75 CP la 5800 rpm, și un cuplu de 115 Nm la 3200 rpm. Pentru export, au fost disponibile și versiuni cu puterea de 80 CP. Asigura o viteză de cuprinsă între 141 și 145 km/h (versiunea berlină 2140) și un demaraj 0-100 km/h de 20 secunde. În multe cazuri acest motor, moștenit de la modelul 412, a fost considerat ca fiind copie după motorul BMW 1500 din anii 60. Totuși există destule diferențe între ele.
- Moskvici 2138 (1360) a apărut deoarece nu existau suficiente motoare de 1500 cmc. Totuși acest model nu a avut succes. Dezvolta o putere de 50 cp (55 cp modele de export), și era submotorizat. Atingea o viteză între 120-125 km/h și un demaraj 0-100 km/h de 28 secunde. Prețul său nu era cu mult mai mic decât al lui 2140, în plus avea consum mai mare.

Pentru export pe piețele din Europa de Vest, au existat și alte variante, de exemplu cu motoare cu injecție de benzină (unde era necesară respectarea normelor de poluare) sau cu motor diesel Perkins de 1800 cmc și 52 cp. Aceste versiuni nu au existat în România sau Europa de Est.